# Вихорна
Вихорна — село в Ступинском районе Московской области в составе Городского поселения Ступино (до 2006 года входило в Ситне-Щелкановский сельский округ). На 2016 год в Вихорне 1 улица — Речная. Впервые в исторических документах упоминается в 1401 году. В Вихорне действует церковь Рождества Пресвятой Богородицы 1860-х — 1870-х годов постройки (был в полуразрушеном состоянии, восстанавливается).

## История
По данным книги "Населенные местности Московской губернии", Москва, 1911 г., стр. 451 Архивная копия от 25 июля 2016 на Wayback Machine в селе Вихорна в 1911 году было 89 дворов, находилась церковно-приходская школа, парчовая фабрика М.Т.Ерёмина, трактир 3-го разряда.
Вихорна расположена на юге центральной части района, на реке Вихоренка (левый приток Киреевки, высота центра деревни над уровнем моря — 162 м. Райцентр Ступино — около 4,5 км на юго-восток.

## Население
| 2002 | 2006 | 2010 |
| ---- | ---- | ---- |
| 2    | ↗7   | ↘6   |